# Шкоф, Горазд
Горазд Шкоф (словен. Gorazd Škof, род. 11 июля 1977 года в Ново-Место) — словенский гандболист, вратарь немецкого клуба «Фризенхайм». Бывший игрок сборной Словении.

## Биография
Начинал выступать в команде «Брежице», первым крупным клубом стал «Велене». В 2004 году Шкоф перешёл в «Целе», с которым не раз становился чемпионом Словении. В 2008 году перешёл в хорватский «Загреб», с ним выиграл чемпионат Хорватии в 2009, 2010 и 2011 годах. В 2011 году перешёл в словенский «Копер». Летом 2013 года перебрался во Францию, сначала выступал за «Нант», а в сезоне 2016/2017 представлял ПСЖ.
За сборную Словении Шкоф сыграл 187 игр. Стал серебряным призёром чемпионата Европы 2004 года, но в заявку на Олимпиаду в Афины не попал. Первой Олимпиадой для него стала Олимпиада в Рио-де-Жанейро 2016 года.